# Kawasaki KLE 500
Pour les articles homonymes, voir KLE.
 (juin 2021).
Si vous disposez d'ouvrages ou d'articles de référence ou si vous connaissez des sites web de qualité traitant du thème abordé ici, merci de compléter l'article en donnant les références utiles à sa vérifiabilité et en les liant à la section « Notes et références ».
La Kawasaki KLE 500 est une motocyclette de type trails, produite par Kawasaki de 1991 jusqu'en 2006.
Elle est propulsée par un moteur bicylindre en ligne à quatre temps à 8 soupapes et double arbre à cames en tête, à refroidissement liquide. Le vilebrequin est calé à 180°. Ce moteur comporte un balancier d'équilibrage. La lubrification s'effectue par carter humide.
La boite à 6 vitesses est équipée d'un système facilitant la recherche du point mort : à l'arrêt, soulever le sélecteur met obligatoirement au point mort.
Les carburateurs Keihin ∅ 34 mm sont équipés, sauf sur les premiers modèles, d'un système de dégivrage, par dérivation du circuit de refroidissement.
C'est une moto qui se rattache à la catégorie des trails. Elle peut donc être utilisée à la fois sur route et sur chemin. Le premier modèle a été lancé en 1991.

## Description
La KLE possède un sabot-moteur qui permet de protéger la mécanique lors des utilisations en chemin. La tête de fourche est minimaliste et laisse le haut du torse et la tête du pilote exposés au vent. La moto est équipée d'un large porte-bagages, dont on peut regretter l'inclinaison qui mettra un éventuel top-case en contact avec le dos du passager. Signalons la présence d'origine des protège-mains.
Le tableau de bord comprend un compteur de vitesse, un compte-tours, un totalisateur partiel à remise à zéro par pression, et des voyants lumineux pour les clignotants, le feu de route, la position point-mort, l'alerte de pression d'huile, et celle de surchauffe du liquide de refroidissement. Il n'y a pas de jauge à essence, ce qui implique de se concentrer sur les kilomètres parcourus. Le passage sur la réserve se fait manuellement, au moyen d'un robinet.
Le bouchon de réservoir est doté d'une serrure (identique à celle du contact) et il est monté sur charnière. La même clé actionne la serrure du cache latéral droit, donnant accès à la trousse à outils. Cette clé unique s'utilise aussi pour l'accroche casque à l'arrière gauche.
Les suspensions ont un débattement d'environ 200 mm. L'amortisseur arrière est réglable en précontrainte du ressort par une classique bague à 5 positions, dont l'accès est rendu très difficile par la position centrale de l'amortisseur.
Les jantes en aluminium ont un diamètre de 21 pouces à l'avant et 17 à l'arrière. Le cadre est en acier, ainsi que le bras oscillant. L'angle de chasse est de 27°, la chasse de 105 mm. 
Dans sa livrée 2005-2006, la 500 KLE est équipée d'une double optique de phare : dans les pays à conduite à droite, le feu de gauche est le feu de croisement, celui de droite le feu de route. Selon les marchés, elle est équipée d'un ou deux avertisseurs sonores. 
Cette moto n'a pas eu une diffusion mondiale. Sur certains marchés, elle a existé en version 400 cm3. La consommation modérée permet de parcourir environ 250 km avant de passer en réserve. 

## KLE modèle 2005

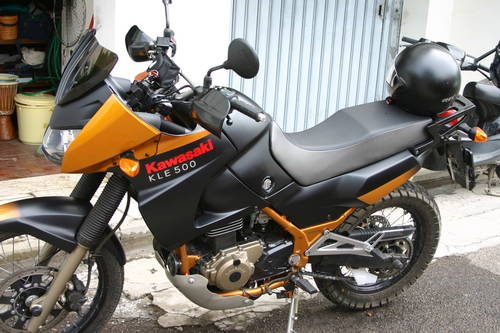
Kawasaki KLE 500, modèle 2005

Les changements de l'année 2005 proviennent de la nécessité de mettre à jour le système anti-pollution de la KLE selon la norme Euro 2. Parmi les modifications apportées, il faut citer la présence d'un catalyseur dans le système d'échappement. Les caractéristiques moteurs des modèles précédents suivaient les lignes directrices de la norme Euro 1.
Compte tenu de la nécessité de renouveler le modèle, Kawasaki a rajeuni toute la ligne. En particulier, la KLE a reçu une nouvelle tête de fourche, similaire à celle de la Kawasaki Z 1000 et Kawasaki Z750, ainsi que de nouveaux clignotants et un tableau de bord redessiné. Les protège-disques en plastique ont été supprimés, mais leurs fixations subsistent.

## Source
- (en) Cet article est partiellement ou en totalité issu de l’article de Wikipédia en anglais intitulé « Kawasaki KLE500 » (voir la liste des auteurs).